# Microcarbo
Microcarbo — род птиц из семейства баклановых. Род ранее относился к Phalacrocorax.
Microcarbo был признан действительным родом Всемирным списком птиц International Ornithologists' Union на основе работы Siegel-Causey (1988), Kennedy et al. (2000), и Christidis and Boles (2008).
Этот род включает самых мелких бакланов в мире.
Род насчитывает пять современных и один вымерший вид:
- Камышовый баклан (Microcarbo africanus)
- Чубатый баклан (Microcarbo coronatus)
- Малый пёстрый баклан (Microcarbo melanoleucos)
- Яванский баклан (Microcarbo niger)
- Малый баклан (Microcarbo pygmaeus)
- † Microcarbo serventyorum